# Cooky Puss
Cooky Puss – minialbum hip-hopowego zespołu Beastie Boys wydany w 1983 roku.

## Twórcy
- Michael Diamond – śpiew
- Adam Yauch – gitara basowa
- John Berry – gitara elektryczna
- Kate Schellenbach – perkusja

## Lista utworów
1. "Cooky Puss" – 3:12
2. "Bonus Batter" – 2:15
3. "Beastie Revolution" – 5:00
4. "Cooky Puss (Censored Version)" – 3:12